# Elektrostreuer
Der Elektrostreuer ist ein landwirtschaftliches Gerät, das zum Verteilen von Handelsdünger (Düngerstreuer), Schneckenkorn, Ölbindemitteln, Streusalz oder zum Ausbringen von Zwischenfrüchten (Begrünung), Grasnachsaat, Untersaaten und Säen auf Stilllegungsflächen dient. Es gibt Elektrostreuer mit ein oder zwei Streuscheiben.

## Funktion

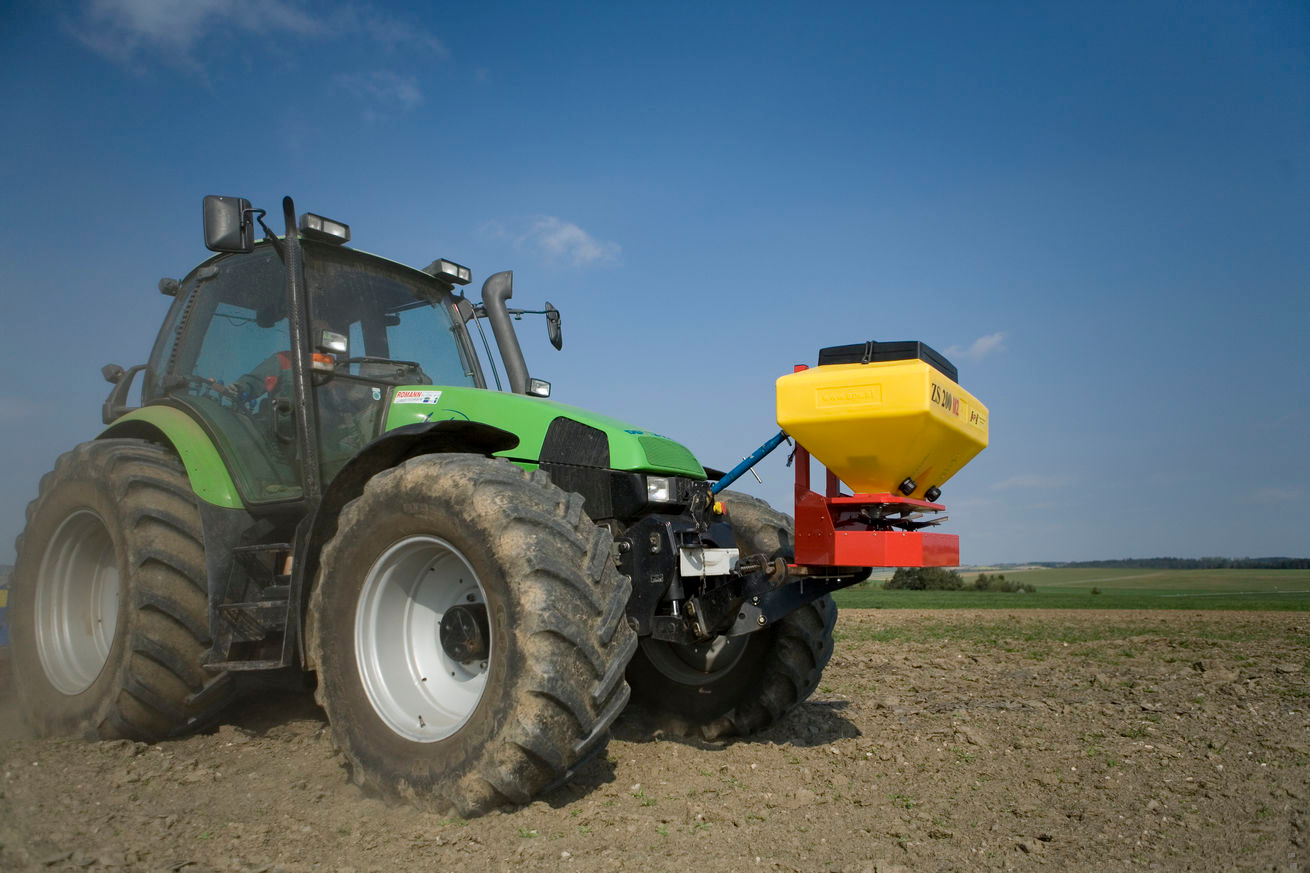
Ein Zweischeibenstreuer montiert auf einem Traktor.

Das Gerät wird an einem Nutzgerät (z. B. Traktor) angebracht und ermöglicht so das Streuen von bspw. Düngern und Bodenbearbeitung in einem Schritt.

## Einscheibenstreuer
Der Einscheibenstreuer besitzt einen Streuer, er wird unter anderem im Winter bei Schneepflügen zum Streuen von Sand und Split eingesetzt.

## Zweischeibenstreuer
Ein Zweischeibenstreuer besitzt wie der Name schon sagt zwei Scheiben. Die zwei Streuscheiben sind getrennt regel- bzw. steuerbar, so dass wenn lediglich Teilbereiche mit dem auszubringenden Streugut zu versorgen sind, dies in einfacher Weise steuerbar wird und damit der Materialeinsatz minimiert bzw. optimiert werden kann.
Zweischeibenstreuer werden unter anderem von Cavallo Macchine Agricole, APV und Victon vertrieben.

## Vergleich

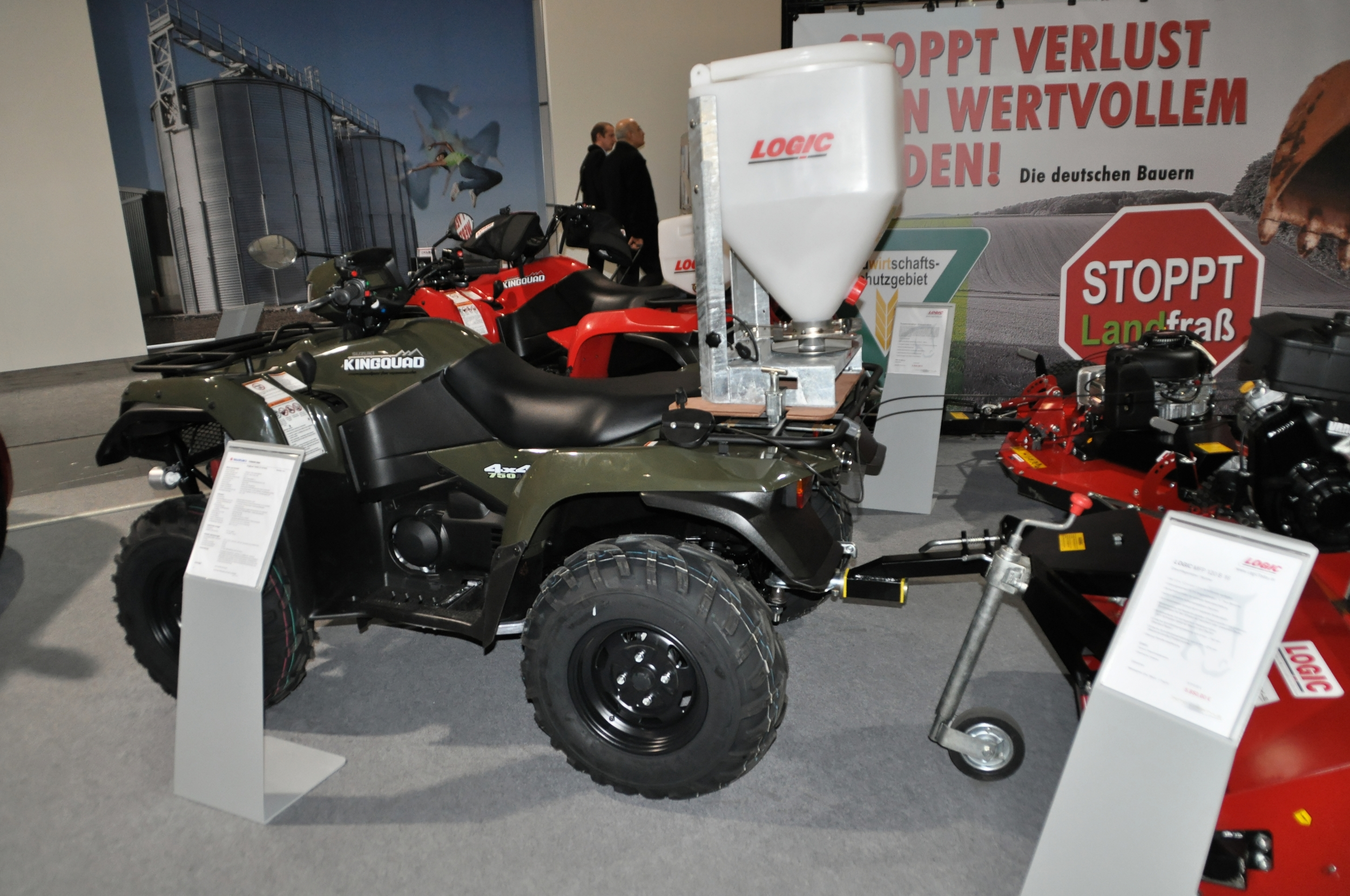
Ein Elektrostreuer auf einem Quad.

Die Vorteile des elektrischen Antriebs gegenüber dem mechanischen Antrieb sind die einfache Bedienung (kein Ankuppeln der Gelenkwelle notwendig), sowie keine Abhängigkeit von der Motorendrezahl. Außerdem ist der Elektrostreuer präziser und bietet einen größeren Einsatzbereich (Verwendung auch z. B. mit einem Quad oder Geländewagen).
Gegenüber den hydraulischen Antrieb bietet der Elektrostreuer eine Kraftstoffeinsparung (keine elektrisch betriebenen Nebenverbraucher) außerdem ist hydraulisch aufwendige, sensible Technik teurer.